# Leptohyphes nigripunctus
Leptohyphes nigripunctus är en dagsländeart som beskrevs av Jay R. Traver 1943. Leptohyphes nigripunctus ingår i släktet Leptohyphes och familjen Leptohyphidae. Inga underarter finns listade i Catalogue of Life.